# Pseudoaslia tetracentriophora
Pseudoaslia tetracentriophora is een zeekomkommer uit de familie Cucumariidae.
De wetenschappelijke naam van de soort werd in 1938 gepubliceerd door Svend Geisler Heding.